# 奥利弗·J·弗拉纳根
奥利弗·詹姆斯·弗拉纳根（1920年5月22日—1987年4月26日）是爱尔兰统一党政治家，曾任国防部长（1976年-1977年）、国防部政务次官（1975年-1976年）、农业部政务次官（1954年-1957年）等职位，也曾于1943年至1987年间担任莱伊什-奥法利选区的众议员。他是1977年至1987年的众议院之父。
1943年至1982年间，弗拉纳根四次当选为众议员，且几乎每次都能高居榜首。至今，他仍是爱尔兰有史以来任职时间最长的众议员之一，也因此在1977年受封众议院之父。
弗拉纳根是个社会保守主义者。他有一句名言：“电视机出现以前，爱尔兰不存在性行为。”弗拉纳根反对犹太人和共济会，曾在1943年7月9日发表首次演说，敦促政府效仿纳粹“把犹太人赶出爱尔兰”（“有蜜蜂就有蜂蜜，有犹太人就有钱”），并号召取缔共济会。
尽管如此，弗拉纳根深受自己选区的选民们爱戴，这多半是因为他十分关心每一位选民的诉求和担忧。他因此被誉为“爱尔兰众议院史上最精明的恶棍”。

## 个人生活
弗拉纳根于1920年5月22日出生在莱伊什郡芒特梅利克。在芒特梅利克男子国立学校和都柏林城市大学接受完教育后，他成为了一名木匠，后来转业去做拍卖商。弗拉纳根是天主教兄弟会组织圣高隆邦骑士团的成员，并于1978年9月20日，在罗马被时任教宗若望保禄一世授予圣大额我略教宗骑士团勋章。

## 无党籍众议员 (1943年–1954年)
1942年，弗拉纳根当选为莱伊什郡议会的议员，从此开启了他45年的议员生涯。
1943年大选中，弗拉纳根作为莱伊什-奥法利选区无党籍候选人，不仅首次胜选为众议员，还成为了当时爱尔兰第三年轻的众议员。弗拉纳根同时也是货币改革党的候选人，该党是一个反犹太的社会信用政党，计划减轻犹太人“对经济体制的束缚”，然而，该党仅能在弗拉纳根的选区里获得支持。
竞选中途，弗拉纳根给丹尼斯·费伊神父写了一封信：“这么说吧，为了对抗强加给我们的犹太-共济会体制，我们正在参加莱伊什-奥法利的竞选活动。支持者们可谓是呼之即来——不过，要想让他们明白自己是如何被控制所有人生活的犹太人与共济会压迫，还挺困难的。”
胜选后，弗拉纳根在首次演讲中敦促政府启动紧急权力法，来“把犹太人赶出爱尔兰”：
为什么我们没有启用法案来对抗那些不但在一千九百年前把救世主钉在十字架上，而且现在每周都在折磨我们的犹太人？为什么我们没有启用法案来对抗共济会？凭什么共和军是非法组织，而共济会不是？……德国人把犹太人赶出了德国，而我们也应这么做，其他的命令相比于此简直是渺不足道。有蜜蜂就有蜂蜜，有犹太人就有钱。——奥利弗·弗拉纳根于1943年7月9日在爱尔兰众议院作的演讲。
尽管如此，弗拉纳根在1944年大选中再度当选为众议员，甚至还赢得了比去年多一倍的选票。
1947年，弗拉纳根对共和党政府成员（包括总理埃蒙·德·瓦莱拉、司法部长杰拉尔德·博兰和工商业部长肖恩·勒马斯）提出腐败指控。三位法官进行了调查审判后，发现他的主张并不为真。虽然法官们认为弗拉纳根向法庭撒了谎，但是在1948年大选中，他赢得了比上次多45%的选票。
1952年一场众议院辩论中，约翰·A·科斯特洛说完：“我从未提过要启用儿童议案”后，弗拉纳根便讥讽道：“我想弗林议员更有资格这样做。”约翰·弗林当时并不在众议院，知道此事后深感耻辱，就在众议院餐厅里把弗拉纳根揍了一顿。事后，众议院程序和特许委员会谴责了弗拉纳根和弗林。

## 统一党众议员(1954年–1987年)
弗拉纳根于1954年加入爱尔兰统一党，并从同年起开始担任农业部长政务次官，直至1957年。1958年，统一党下野，弗拉纳根成为了土地部前座发言人。1975年，他被指派为国防部政务次官。
1976年，时任国防部长帕迪·多尼根因“雷鸣般的耻辱”争议事件被调离到其他部门，于是，弗拉纳根接替他成为利亚姆·科斯格雷夫政府的国防部长。六个月后，统一党因大选失利而再次下台，弗拉纳根因此失去了职位。那之后，他担任起了歐洲理事會議員大會代表，任期从1977年至1987年。因身体欠佳，弗拉纳根没有参加1987年大选。他的儿子查尔斯·弗拉纳根则胜选并取代了他的席位。奥利弗·弗拉纳根于大选结束两个月后逝世。